# Adurza (barrio)

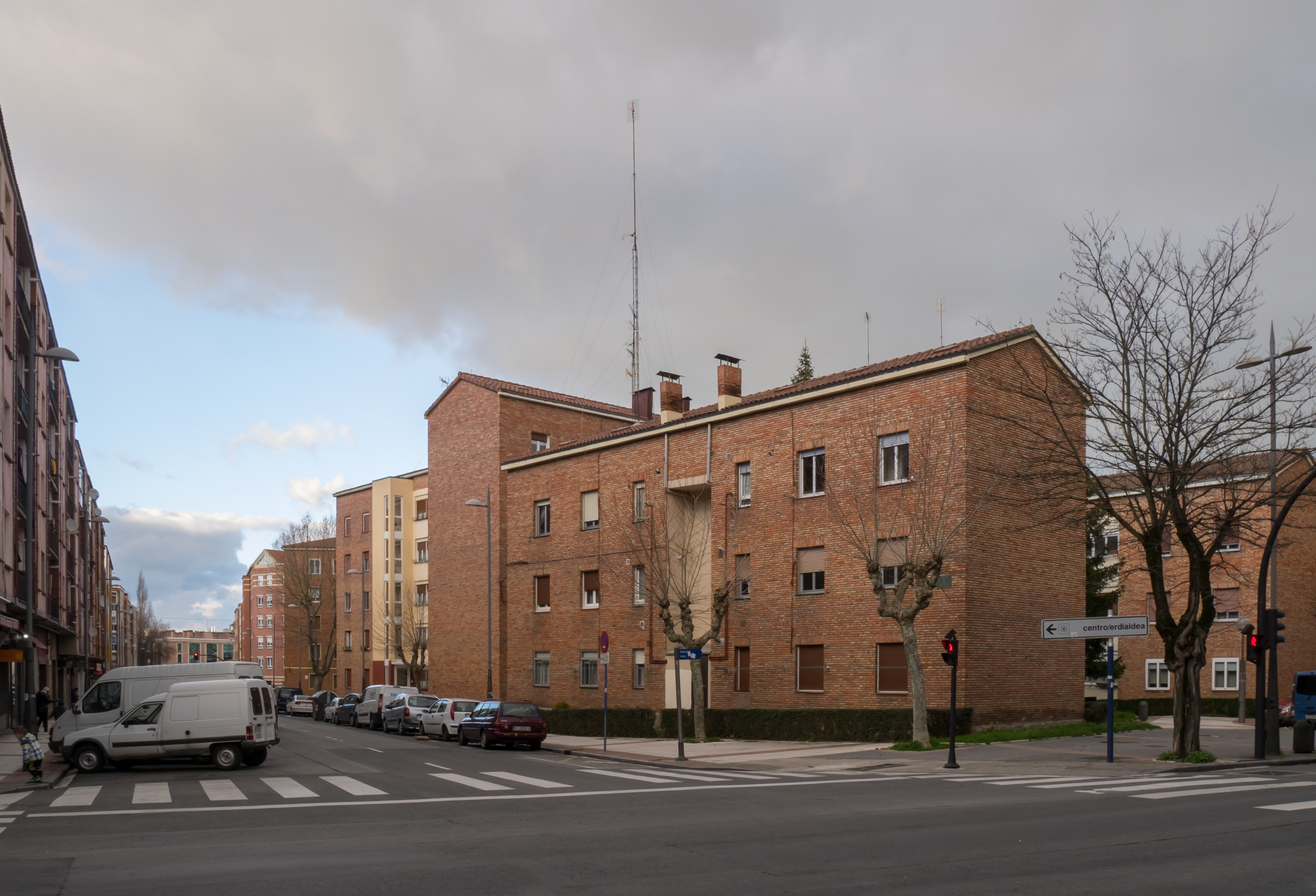
Calle Adurza en el barrio de homónimo

Adurza (en euskera y oficialmente Adurtza) es un barrio de la ciudad de Vitoria, Álava.
Situado al sureste de la ciudad, es junto a Zaramaga y Errekaleor uno de los de los primeros barrios obreros construidos en los primeros años de la industrialización de la ciudad a partir de los años 60 del siglo XX. Construida a comienzos de la década de 1960 fue construida la iglesia parroquial de Ignacio de Loyola, ejemplo de la arquitectura religiosa desarrollada en las colonias industriales del desarrollismo. Del mismo modo, dispone en el borde con el área del parque de Olárizu.

## Situación
Se encuentra situada en el sudeste de la ciudad. Su límite norte lo marcan las vías del ferrocarril; por el este y el sur sus límites son los de la ciudad; y por el oeste y noroeste limita con el barrio de San Cristóbal. Tiene 6 698 habitantes.
Aunque el barrio de Adurza propiamente dicho no es muy grande, dentro de los límites de este barrio se incluye el polígono industrial de Uritiasolo y los barrios de Esmaltaciones y Errekaleor.

## Despoblados
Forman parte del barrio el despoblado de:
- Adurza.[1]

Forma parte del barrio una fracción del despoblado de:
- Olarán.[2]

## Historia
Mendiolha, Hollarruizu et Adurzaha III rgs esta es la forma en la que entra Adurtza en la historia, por medio de la Reja de San Millán de 1025.
El actual barrio se asienta sobre el despoblado medieval de la aldea de Adurzaha, Adurça o Adurza. Con la concesión de Carta Puebla a la aldea de Gastehiz, y su conversión a la actual ciudad de Vitoria, es probable que comenzara un proceso de decadencia que finalmente conllevó su desaparición. Hablamos de un proceso generalizado que ocurrió en toda la Álava con la fundación de villas, al ser lugares privilegiados fiscalmente más atractivos para la población. Unido a ello debemos tener en cuenta el desplazamiento del eje comercial que transitaba por la aldea gracias al trazado de la calzada romana entre Astorga y Burdeos. Prueba de ello tenemos la advocación a San Cristóbal de la iglesia del poblado medieval, patrón de los arrieros y viajeros.
Del mismo modo, en 1258 paso a estar bajo jurisdicción de la entonces Villa de Vitoria, siendo segregada de la Cofradía de Arriaga. De este modo se convirtió en una de las Aldeas Viejas de Vitoria.

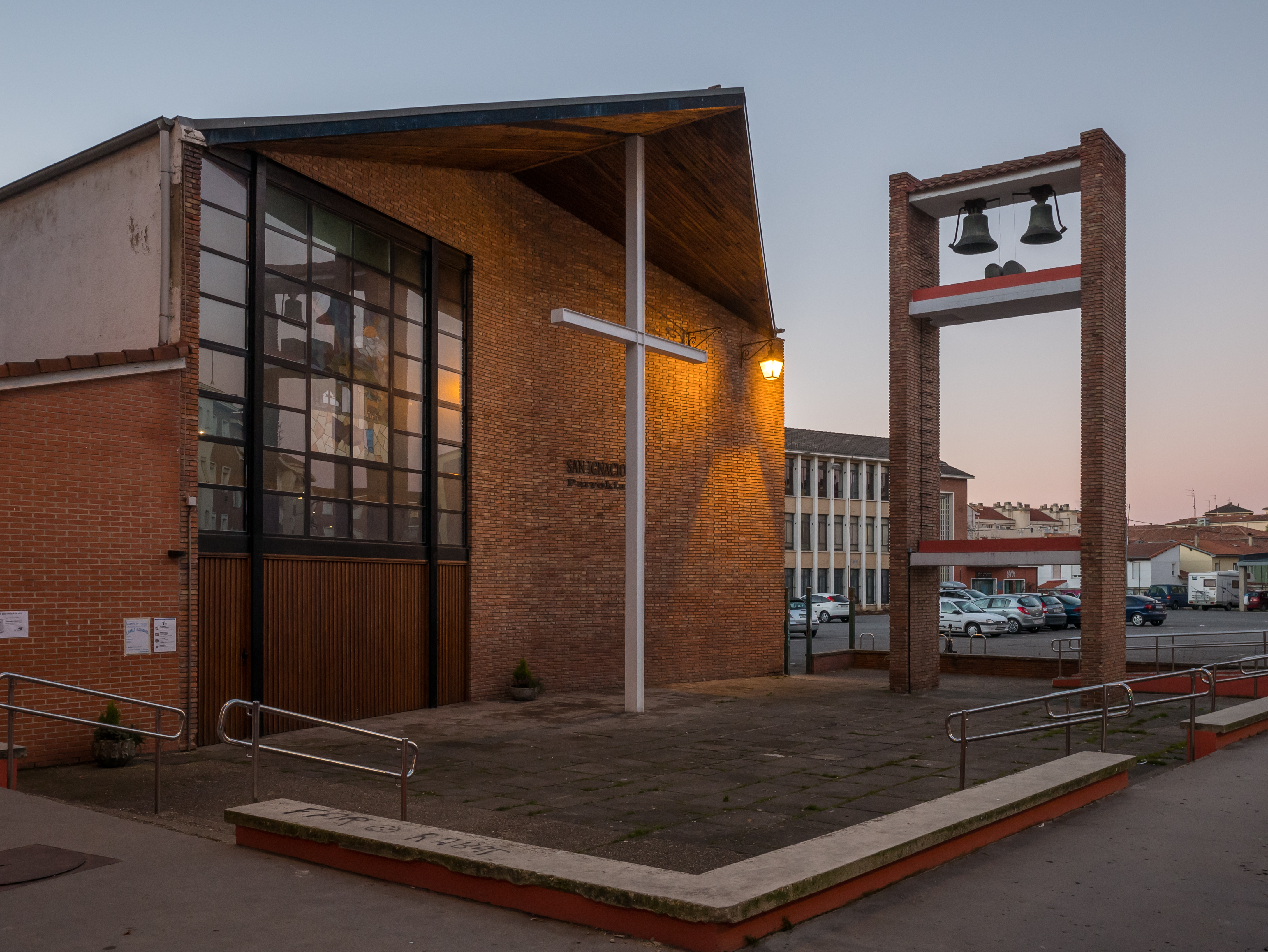
Parroquia de San Ignacio, de 1961

El actual barrio de Adurtza es consecuencia de la industrialización de la capital alavesa, promovida por el ayuntamiento desde el final de la década de 1940. El florecimiento industrial de Vitoria a finales de los años 50 del siglo XX forzó la construcción de colonias urbanas industriales como Zaramaga o Errekaleor para absorber la llegada masiva de trabajadores desde el mundo rural alavés y desde otras regiones de España. El asentamiento factorías en la vega del río Errekaleor como Beístegui Hermanos o Esmaltaciones San Ignacio inició la urbanización de la superficie del antiguo despoblado medieval, que sería completado en la década de 1970 con la construcción de los polígonos de Entrevías e Iturritxu.

## Transporte
| línea | Nombre           | Destino Sentido Ida        | Destino Sentido Vuelta       | Estaciones en el barrio |
| ----- | ---------------- | -------------------------- | ---------------------------- | --- |
|       | BEI A            | Mendizorroza               | CC El Boulebard / Zaramaga   | Esmaltaciones, Zumaquera |
|       | BEI B            | Zaramaga / CC El Boulebard | Mendizorroza                 | Esmaltaciones, Zumaquera |
|       | Aldai-Larrein    | Naciones Unidas/Mariturri  | Illiada/Bulevard de Salburua | Heraclio Fournier 2, 24 y 42, Venta de la estrella 6, Venta de la Estrella/Oreitiasolo, Venta de la Estrella/Errekaleor, Zumaquera |
|       | Adurtza-Salburua | Salburua                   | Centro                       | Zumaquera, Esmaltaciones, Venta de la Estrella 6                                                                                   |